# Романо Канавезе
Рома̀но Канавѐзе (на италиански: Romano Canavese; на пиемонтски: Roman, Роман) е малък град и община в Метрополен град Торино, регион Пиемонт, Северна Италия. Разположен е на 270 m надморска височина. Към 1 януари 2023 г. населението на общината е 2641 души, от които 124 са чужди граждани.

## География, административно деление и население
Романо е разположено в североизточната част на Метрополен град Торино, в района на Канавезе, по склоновете на Мореновия амфитеатър на Ивреа, доминиращо обширната равнина, която лежи в подножието му, близо до потока Киузела.
Територията има правилен геометричен профил, с едва забележими височини вариации. Градчето се намира на стръмен и нисък моренов хълм.
През 2009 г. Блатото на Романо Канавезе (il Palude di Romano Canavese) е разпознато като място от общностен интерес (код: IT1110064), както и като специална зона за консервация.
Граничи със следните 6 общини: Страмбино, Скарманьо, Пероза Канавезе, Мерченаско, Павоне Канавезе и Ивреа.
Намира се на 37,8 км от Торино и на 103 км от Милано.
Има следните подселища (на итал. frazioni) и местности: Кантон Морети, Кроче ди Кастелето, Кашине, Реджоне Поарело.
Част е от общинското обединение „Малък моренов амфитеатър на Канавезе“ (Piccolo Anfiteatro Morenico Canavesano) заедно със Страмбино, Мерченаско, Скарманьо, Пероза Канавезе и Сан Мартино Канавезе.
Сред 135-те чужди граждани с постоянно местожителство там към 1 януари 2023 г. преобладават тези на Румъния – 869 души. По това време там не живеят български граждани.

## Икономика
В местната икономика селското стопанство играе важна роля: отглеждат се зърнени култури, пшеница и лозя; развъждат се говеда, свине и птици. Индустрията се състои от малки компании, опериращи в хранителната, строителната, текстилната, химическата, механичната, металургичната, електронната, дървената, опаковъчната, печатната, преработващата промишленост на каучукови и пластмасови изделия, камък и производственият сектор на прецизни инструменти и мебели. Третичният сектор се състои от достатъчна търговска мрежа, както и набор от услуги.

## Топоним
Съществува богат набор от свидетелства за името, които документират Romanus от 1000 г. и се редуват с Romaynus и Romain заедно с литературната форма Romanis. Името би трябвало да е свързано със заселването в района на компактно семейство от римски произход. Във всички случаи връзката му с древноримския произход на селището е очевидна.

## История
Според местните историци Романо Канавезе възниква като каструм (римски военен лагер) през 143 г. пр. н. е. по време на войната, водена от римляните срещу келтско-лигурското племе на саласите. И до днес има следи от римската центуризация в полята на юг от него и от трасето на кардо и декуманус в пресечната точка на улиците, свързващи Романо със съседните селища.
През Ранното средновековие вероятно има определено значение, ако е вярно, че Карл Велики провежда една от пролетните си генерални асамблеи под стените му.
Важни свидетелства за местната общност има около 1000 г., когато територията е феод на епископа на Ивреа. Романо следва съдбата на другите селища в района на Канавезе: унищожени от борбите между гвелфите и гибелините, те възвръщат известно политическо спокойствие под властта на Савойския дом, започнало от средата на XIV век.
През XIV век Романо участва в бунта на Тукини-те - бунт на селяните, тормозени от благородниците. Тогава замъкът е разрушен и от него остава само една кула, която към 2021 г. е символ на градчето. През цялото Късно средновековие юрисдикцията на територията на Романо е източник на конфликт между епископа на Ивреа и Савоя. Някои от най-могъщите благороднически семейства са Орениано и графовете Сан Мартино.
През XVI век Романо и неговите жители участват в сблъсъците между испанската и френската армия. От този период е описанието на градчето като непревземаема крепост, снабдена с кули и подвижни мостове, и защитена от стени и ровове.
Романо изживява своя славен момент през 1800 г. в битката при Киузела, в която се появява фигурата на жителя му Джакомо Павети - полковник на Наполеон. Сблъсъкът между наполеоновата армия и австро-пиемонтците на моста над потока Киузела е увековечен в картина, запазена във Версайския музей. От тази епоха е Старият мост от камък и тухли, разположен по протежение на древния път, свързвал Аоста с Торино. Той е инженерно дело, построена в средата на XVIII век от архитект Брускети. Победата позволява на французите, водени от генерал Мюра, да маршируват необезпокоявано към Верчели и Милано.
Романо също така може да се похвали с плодотворно поколение печатари от първите десетилетия след изобретяването на Ар нуво.

## Забележителности

### Религиозна архитектура

#### Енорийска църква „Св. св. Петър и Солутор“
През XIX век завършва прехвърлянето на политическо-религиозния център на Романо от зоната на Ричето към дъното на долината. До общинската сграда от XVIII век и елегантната барокова къща на семейство Рипа е построена новата енорийска църква (Parrocchiale dei Santi Pietro e Solutore). Пред проекта на торинския архитект Фердинандо Бонсиньоре е предпочетен този на местните архитекти и инженери Маурицио Стореро, Джовани Песати и Мартели. Те се обръщат към неокласицизма, роден от компромиса с бароковата традиция. Отдалеч изпъкват квадратните обеми, сред които се откроява барабанът, който затваря купола. Внушителната сграда, същевременно семпла и елегантна, е предшествана от грандиозно стълбище с балюстради и статуи. Вътрешното пространство, с централен план, е подчертано от декорациите - стенописи, картини и щукатури на важни художници, сред които Айрес (Ayres), Моя (Moja), Спинци (Spinzi), Ферари (Ferrari) и Ауджеро (Augero).

#### Църква „Св. Марта“
До 1843 г. тя е старата енорийска църква на Романо, посветена на Св. Петър. След построяването на новата енорийска църква приема името „Св. Марта“ (Chiesa di Santa Marta) и се използва от едноименното братство.
Църквата се споменава за първи път в документи от началото на 1200 г. Произходът ѝ е романски, но сегашното оформление датира в по-голямата си част от епохата на барока. Оригиналната структура е разширена, включвайки части от стените на стария укрепен заслон и поставяйки я над кулата, водеща на юг, чиято най-стара част е издигната и използвана като камбанария, след което рухва. Сегашната малка камбанария с триъгълна форма датира от епохата на барока.
Църквата има три неправилни нефа с неравномерна ширина, затворени от правоъгълна апсида; презвитерият е ограден от две помещения, използвани като сакристии.

### Градска архитектура

#### Укрепен заслон
В подножието на средновековната кула на Романо, на естествено възвишение, се издига заслонът (Ricetto, Ричето), заобиколен от частично разпознаваеми защитни стени. От древната строителна тъкан са останали само кулите за достъп. На северната врата има изчезващи следи от стенописи с гербове и прорези в зидарията - признаци за съществуването на подвижен мост. Южната порта е изключителен пример за дублиране на конструкцията: към каменната кула от XIII век, реконструирана няколко пъти, през XV век се присъединява и тухлена кула с изпъкнали двупосочни бойници.

#### Квадратна кула
Кулата (Torre quadrata), разположена изолирано на моренов хълм, е символът на Романо Канавезе. Датира от XIII век. Споменава се в статутите на Романо от 1315 г.: мъжете от селото са били викани от нея в случай на опасност.
Тя е с размери 5,50 х 5,40 метра в основата; височината ѝ е около 27 м. Първоначално е била оборудвана със зъбери и е била висока около 25 м. На картина от около 1800 г. се вижда оригиналната структура, преди да бъде построена камбанарията. Кулата е тухлена и няма декорации. Стените са с дебелина 1,60 м в основата и са изградени от външна и вътрешна фасада с дебелина 20-25 см; вътрешната кухина е запълнена с камъни и парчета тухла, смесени с хоросан.
През XXI век старата порта за достъп е на 6 м от нивото на полето; за достъп до кулата е трябвало да се използва дървена или въжена стълба, която се е сваляла в случай на опасност.
На западната си стена кулата има дълбока цепнатина, причинена от удар на мълния на 5 май 1890 г.
Около кулата се простира парк.

#### Вила „Бока“
Това е друго важно произведение на неокласическата архитектура. Построена е от семейство Виоти през първата половина на 19 век по проект на архитект Сада. Тя е елегантна вила с голяма градина и понастоящем е известна като Вила Бока (Villa Bocca) по името на сегашните ѝ собственици.

## Събития
- Al Marcà di Ciarafe - през юни
- Патронен празник на Св. Проспер (Festa patronale di San Prospero) - 1-ва неделя на септември

## Култура

### Образование
В градчето няма училища. Те се намират в Страмбино, Павоне Канавезе, Вестиние, Банкете и Ивреа.

### Религиозни центрове
- Католическа енорийска църква „Св. Св. Петър и Солутор“ (Chiesa parrocchiale dei Santi Pietro e Solutore)
- Католическа църква „Св. Марта“ (Chiesa di Santa Marta)
- Католическа църква „Св. Солутор“ (Chiesa di San Solutore)
- Католически параклис на Св. Мария на милосърдието (Cappella di Santa Maria delle Grazie) - в подселище Кашине
- Католически параклис „Св. Рох“ (Cappella di San Rocco) - в подселище Кашине

### Музеи и библиотеки
- Градска библиотека (Biblioteca Comunale di Romano Canavese[15])
- Фондация „Арте нуова“ (Fondazione Arte Nuova[16]) - родена през 2011 г., цели насърчаването на разпространението на културата на Либерти и Ар Нуво чрез изложби, музика и конференции.

## Спорт
- Градският отбор по футбол е A.C.D. Romano, който се състезава в Първенството в Първа категория. Неговите цветове са червено и синьо.
- Футболно игрище, стадион, тенис корт, mountain-bike: Orange Canavese Sport[17]

## Транспорт
- Магистрала A5 Торино – Аоста, изход Скарманьо, на 2 km
- Първостепенен междуградски път SS 26 на Вале д'Аоста - на 2 km
- Жп гара на линия Кивасо-Аоста, в градчето Страмбино, на 2 km
- Международни и междуконтинентални полети – летище Милано Малпенса, на 101 km; Международни и вътрешни полети – летище Торино Казеле, на 39 km
- Пристанище Генуа – на 182 km.
- Междуградски автобусни линии: GTT 133 Торино – Фолицо – Сан Джусто – Ивреа, 156 Андрате – Номальо – Ивреа, 318 Кастелнуово Нигра – Кастеламонте; STAAV 3357 Пероза Канавезе – Сан Джорджо Канавезе – Виалфре – Калузо.

## Известни личности
- Джакомо Павети (19 век) - полковник от Имперската жандармерия на Наполеон
- Тарчизио Бертоне (* 2 декември 1939) - католически кардинал